# Kościół św. Jana Apostoła i Ewangelisty w Ełku
Kościół świętego Jana Apostoła i Ewangelisty w Ełku – rzymskokatolicki kościół parafialny należący do parafii pod tym samym wezwaniem (dekanat Ełk – Świętej Rodziny diecezji ełckiej).
W czasie wizytacji kanonicznej, w dniu 10 kwietnia 2005 roku, ksiądz biskup Jerzy Mazur poświęcił plac pod budowę świątyni. 26 września 2006 roku Diecezjalna Komisja Sakralna zatwierdziła projekt budowy świątyni opracowany przez architekta z Warszawy profesora Andrzeja Miklaszewskiego. Świątynia zbudowana jest na dwudziestu dziewięciu żelbetonowych palach o średnicy 80 i 100 centymetrów. Usytuowana jest na zboczu pradawnej, obecnie zasypanej rzeki. Pale sięgają w głąb ziemi od dziewięciu do dziewiętnastu metrów. Wśród obecnych mieszkańców miejsce obecnego kościoła znane jest jeszcze do dziś jako „Górka Judyka”. Zimą przychodziły tu dzieci z całego Ełku, aby skorzystać z jazdy na sankach, a latem cieszyły się z kwitnącego ogrodu.